# Bürgerschaftliches Engagement
Bürgerschaftliches Engagement (auch zivilgesellschaftliches Engagement) wird das freiwillige, nicht allein auf finanzielle Vorteile gerichtete, das Gemeinwohl fördernde Engagement von Bürgern zur Erreichung gemeinsamer Ziele genannt. Im Gegensatz zum hoheitlichen Handeln der Verwaltung oder des Staates nehmen hier die Bürger etwas selbst in die Hand.
Bürgerschaftliches Engagement ist ein normativ wie analytisch unscharfer und mehrdeutiger Begriff, der in verschiedenen Sinnzusammenhängen verwendet wird. Die weiteste Bedeutung umfasst alle Arbeiten, die als freiwilliges Engagement verstanden werden können. Die heute gebräuchliche Begriffsverwendung umfasst die spezifischeren Begriffe wie Ehrenamt, Selbsthilfe, politische Partizipation, politischer Protest oder freiwillige soziale Arbeit und bringt sie in einen konzeptionellen Zusammenhang.

## Definition
2002 ordnete die Enquete-Kommission „Zukunft des bürgerschaftlichen Engagements“ des Deutschen Bundestages dem bürgerschaftlichen Engagement folgende Attribute zu:
1. Bürgerschaftliches Engagement ist freiwillig. Die bürgerschaftliche Qualität des Engagements wird durch Selbstorganisation und Selbstbestimmtheit des freiwillig ausgeübten Engagements bestimmt. Die Freiwilligkeit entspricht dem Wandel des bürgerschaftlichen Engagements hin zu kurzfristigerem, motivational weniger gebundenem Engagement, schränkt aber auch Berechenbarkeit und Verbindlichkeit und damit teilweise den Nutzen ein. Diskutiert wird die Freiwilligkeit außerdem bezüglich verschiedener Modelle des unfreiwilligen Engagements, wie beispielsweise der Bürgerarbeit.
2. Bürgerengagement ist nicht auf materiellen Gewinn gerichtet. Es wird also nicht, wie Erwerbsarbeit, zeit- oder leistungsäquivalent bezahlt und findet von daher auch nicht vorrangig aufgrund der Bezahlung statt. Neben völliger Nichtbezahlung sind aber Aufwandsentschädigungen oder Geringbezahlung, wie beim Bundesfreiwilligendienst (BFD), beim freiwilligen sozialen Jahr (FSJ) oder dem freiwilligen ökologischen Jahr (FÖJ), möglich.
3. Mindestens ein Effekt des bürgerschaftlichen Engagements muss ein positiver Effekt für Dritte sein, es muss also Gemeinwohlbezug haben. Das bedeutet aber nicht, dass altruistische Motive im Vordergrund stehen müssen, ebenso kann die Motivation zum bürgerschaftlichen Engagement einen Selbstbezug haben, wie Selbstverwirklichungsmotive oder Formen der oben beschriebenen Selbsthilfe.
4. Bürgerengagement ist öffentlich bzw. findet im öffentlichen Raum statt, da Öffentlichkeit einerseits wichtig für die Interessenvertretung der Engagierten, die Schaffung einer Anerkennungskultur und die Bereitstellung von Information für die Tätigkeit der Engagierten ist. Andererseits gewährleistet sie Transparenz, Dialog, Teilhabe und Verantwortung in den Organisationsformen des Engagements.
5. In der Regel wird bürgerschaftliches Engagement gemeinschaftlich bzw. kooperativ ausgeübt. Es umfasst nicht nur das Engagement im Sinne des traditionellen Ehrenamtes, welches vor allem stark formalisiertes, langfristiges Engagement bezeichnet und am Häufigsten im Sportverein vorkommt. Öffentliche Kritik und Widerspruch sowie weitere neue Formen der Selbstorganisation zählen ebenfalls zum bürgerschaftlichen Engagement, denn „Dabeisein und Dagegensein gehören gleichermaßen zum Bürgerengagement in einem demokratischen Gemeinwesen und machen dessen Produktivität und Innovationskraft aus“.[3]

Bürgerschaftliches Engagement ist somit immer die Investition von zeitlichen, materiellen und/oder finanziellen Ressourcen, die der Stärkung des gesellschaftlichen Zusammenhalts dienen, am Gemeinwohl orientiert sind sowie zu einer Verbesserung von gesellschaftlichen Problemlagen beitragen können.

## Formen
An der Gestaltung unserer gesellschaftlichen Werte und Normen sowie unserer Institutionen mitzuwirken, ist eine „freiwillige Bürgerpflicht“. Bürgerschaftliches Engagement trägt zur Sicherung und Stärkung des Zusammenhaltes der Gesellschaft bei. Menschen und Organisationen zeigen ein gemeinsames Interesse am Gemeinwohl und agieren mitverantwortlich im öffentlichen Raum.
In einem sehr breiten Spektrum von Aktivitäten und Engagementformen wird das bürgerschaftliche Engagement der Menschen erkennbar:
- einfache Mitgliedschaft sowie aktive Mitarbeit (z. B. im Verein, Verbänden, Gewerkschaften, Parteien etc.),
- freiwillige unbezahlte Mitarbeit in karitativen oder gemeinwohlorientierten Einrichtungen (z. B. Krankenhaus, Schule, Museum etc.),
- verschiedene Formen direkt-demokratischer Bürgerbeteiligung (z. B. Wahlen, Volksentscheid, Volksbegehren),
- Beteiligung an Protestaktionen im Rahmen sozialer Bewegungen (z. B. Anti-Atomkraft-Bewegung, Frauenbewegung, Protest gegen Stuttgart 21 etc.), an zivilgesellschaftlichen Initiativen oder Initiativen gegen Rechtsextremismus in Deutschland,
- finanzielles Engagement von Einzelnen oder Unternehmen in Form von Spenden oder Stiftungen.

Häufigster Ausdruck dieses bürgerlichen Handelns sind Vereine und Bürgerinitiativen. Aus der Broschüre des deutschen Bundesministeriums für Familie, Senioren, Frauen und Jugend Für eine Kultur der Mitverantwortung von 2012 geht hervor, dass 2009 46 % der engagierten Bürger in Vereinen tätig waren und Vereine somit den wichtigsten Rahmen für bürgerschaftliches Engagement darstellten. Mit einer Beteiligung von 14 % engagierten sich Bürger in den Organisationsformen der Kirchen und anderen religiösen Einrichtungen. Das Engagement in den Bereichen der staatlichen oder kommunalen Einrichtungen, in Verbänden, Parteien und Gewerkschaften sowie privaten Einrichtungen und Stiftungen lag ähnlich wie zehn Jahre zuvor bei ca. 4–9 % der engagierten Bürger. Häufig findet bürgerschaftliches Engagement auch im Internet statt: In sozialen Netzwerken werden politische und soziale Aufrufe gestartet und von den Usern verbreitet. Ebenso bringen neuerdings Internetplattformen Helfer mit ehrenamtlichen Initiativen zusammen.

### Vereine
Vereine werden einerseits gegründet, um gemeinsame Interessen zu verfolgen, die nicht in erster Linie dem Allgemeinwohl dienen, sondern dem gegenseitigen Austausch und der gemeinsamen Betätigung Gleichgesinnter in der Freizeit, wie es für Sportvereine, Migrantenselbstorganisationen, Sammlervereine oder Tierzuchtvereine (zum Beispiel Taubenzüchterverein) zutrifft.
Andere Vereine haben sich zum Ziel gesetzt, positiv der Allgemeinheit zu dienen oder empfundene Defizite staatlichen Handelns durch eigenes Handeln der Vereinsmitglieder auszugleichen. So ist zum Beispiel das Rote Kreuz aus dem freiwilligen Engagement einiger weniger Bürger entstanden und hat sich in über 100 Jahren zur größten Wohlfahrtsorganisation der Welt entwickelt.
Wieder andere Vereine haben sich zum Ziel gesetzt, das soziale und bürgerschaftliche Engagement zu fördern, damit sich mehr Menschen in die Gesellschaft einbringen. Im Bundesnetzwerk Bürgerschaftliches Engagement (BBE) können sich solche Vereine und Organisationen zusammenschließen und vernetzen. Dabei wird das übergeordnete Ziel verfolgt, das bürgerschaftliche Engagement in allen Gesellschafts- und Politikbereichen zu fördern.

### Bürgerinitiativen
Der Unterschied von Bürgerinitiativen zu Vereinen besteht im Wesentlichen in der Tragweite der Zielsetzung: Meist geht es darum, eine bestimmte politische Entscheidung herbeizuführen (zum Beispiel die Errichtung eines Kindergartens) oder abzuwenden (zum Beispiel den Bau eines Kernkraftwerkes). Insofern sind Bürgerinitiativen fast immer politisch ausgerichtet.

### Engagement über das Internet
Man kann sich auch über die sozialen Netzwerke, wie Facebook und Twitter, durch die Verbreitung positiver Botschaften bürgerschaftlich engagieren. Internetplattformen helfen außerdem dabei, Helfer mit bürgerschaftlichen Initiativen zusammenzubringen. Auch Anbieter von E-Petitionen versprechen den Petenten, gesellschaftlich etwas bewegen zu können.

## Nutzen
Siehe auch: Wert ehrenamtlicher Arbeit

### Allgemeiner gesellschaftlicher Nutzen
Werden Bürger selbst aktiv, hat dies in der Regel positive Auswirkungen auf die Gesellschaft. Selbst Vereine, deren Mitglieder sich ausschließlich zur Verfolgung eigener Spezialinteressen zusammenschließen (Freizeitvereine), spiegeln eine Organisation wider, die ihren Mitgliedern in gewisser Weise Halt gibt. Für Vereine, die sich gesellschaftsfördernden Zwecken verschrieben haben, gilt dies verstärkt.
Da die meisten Vereine und Bürgerinitiativen demokratisch organisiert sind, erfahren die Bürger hier auch, was „gelebte Demokratie“ heißt. Vorgänge in der „großen Politik“, die ihnen sonst nur aus den Medien bekannt werden, sind hier unmittelbar erlebbar; insofern kann das Verständnis für Demokratie und für die Notwendigkeit, Ziele auch durch eigene Zugeständnisse und diplomatisches Handeln zu erreichen, wachsen.

### Spezielle Nutzbarmachung in den Kommunen
Gemeindeverwaltungen können sich Bürgerressourcen konkret nutzbar machen, wenn ihnen im Rahmen ihres staatlichen Handelns keine ausreichenden Möglichkeiten gegeben sind. Klassisches Beispiel sind die Feuerwehren, die in vielen kleineren Gemeinden als Freiwillige Feuerwehren bestehen. Hier finden sich genug Bürger zusammen, deren gemeinsames Anliegen die Schadenabwehr innerhalb ihrer Gemeinde ist. Finden sich jedoch nicht genug Freiwillige zusammen, so kann die Gemeinde auch die Bildung einer Pflichtfeuerwehr beschließen und damit hoheitlich auf die Ressource „Bürger“ zurückgreifen.
Auch die Mitfinanzierung von Schuleinrichtungen durch sog. Fördervereine beruht auf dem freiwilligen Engagement einiger, zumeist persönlich betroffener Bürger. Häufig werden diese Vereine durch die Gemeindeverwaltungen (die ja auf die Schulausstattung nur bedingt Einfluss haben, weil hier die Bundesländer zuständig sind) nicht nur geduldet, sondern sogar gefördert.
Seit den 1990er Jahren haben sich Ansätze entwickelt, über die klassische Vereinsförderung hinaus das bürgerschaftliche Engagement in Kommunen auf vielfältige Weise zu fördern. Bundesweit Beachtung finden die Aktivitäten in Baden-Württemberg, wo das Sozialministerium und die kommunalen Spitzenverbände im „Landesnetzwerk Bürgerschaftliches Engagement“ mit zahlreichen Gemeinden, Städten und Landkreisen zusammenarbeiten, um eine moderne Engagementförderung zu entwickeln. Auch in anderen Bundesländern zeigen sich mittlerweile ähnliche Bestrebungen.
Beim globalen Handlungsprogramm Lokale Agenda 21 und bei den kommunalen Lokalen Bündnissen für Familie ist Bürgerengagement ebenfalls fester Bestandteil des Konzepts.

## Engagementgruppen
Etwa ein Drittel der Deutschen engagiert sich freiwillig. Dieses Engagement ist in der Bevölkerung nicht gleichmäßig verteilt, sondern sozialstrukturell differenziert zu betrachten. Das bürgerschaftliche Engagement ist demnach von verschiedenen Merkmalen der Person, wie z. B. Bildung, Beruf, Einkommen und Geschlecht, abhängig.
1. Bürgerschaftliches Engagement nach Erwerbsstatus und Bildungsabschluss: Das bürgerschaftliche Engagement ist bei höher Qualifizierten (mit hohem Berufsprofil) am stärksten ausgeprägt. Erwerbstätige sind zudem häufiger engagiert als Erwerbslose und Pensionäre.[11]
2. Bürgerschaftliches Engagement und Einkommen: Die Hälfte der Engagierten beziehen monatlich mehr als 4.000 € Brutto; demgegenüber engagieren sich nur 24 % der Personen, die unter 1.000 € Brutto verdienen.[12][13]
3. Bürgerschaftliches Engagement und Bildungsniveau: Personen mit Universitäts- oder Fachhochschulabschluss sind überdurchschnittlich häufig engagiert, während Personen mit Hauptschulabschluss nur unterdurchschnittlich vertreten sind. Die Personen, die keinen Schulabschluss haben, sind am wenigsten engagiert.[14]
4. Bürgerschaftliches Engagement und Geschlecht: Männer sind in fast allen Altersklassen eher engagierter als Frauen. Dieser Unterschied ist in den verschiedenen Lebensphasen jedoch nicht konstant. Auffallend ist der Rückgang des weiblichen Engagements zwischen 20 und 35 Jahren in Bezug auf die männliche Gruppierung.[15][16]
5. Bürgerschaftliches Engagement und Alter: Im letzten Jahrzehnt hat sich die mittlere Altersgruppe von den anderen Altersgruppen deutlich abgesetzt. Das Engagement von Menschen im Alter zwischen 35 und 49 Jahren nahm zwischen 1999 und 2009 stark zu. Im Gegenteil dazu geht das Engagement jüngerer Menschen zurück. Demnach nimmt das Engagement mit dem Alter immer weiter zu; erst ab dem 65. Lebensjahr ist ein leichter Rückgang zu verzeichnen.[17]

Insgesamt ist festzustellen, dass in Deutschland eher die Mittelschicht bürgerschaftlich engagiert ist.

### Zusammenfassung
Den Städten und Gemeinden stehen Bürgerressourcen als das zur Verfügung, „was die Bürger selbst leisten können“, wenn sie nur entsprechend motiviert werden. Häufigste Formen sind Bürgerinitiativen und Vereine; ihre Tätigkeit ist in der Regel nützlich für die Gemeinschaft, kann sich aber unter bestimmten Umständen auch ins Gegenteil verkehren. Insgesamt zeichnet sich ein Wandel des bürgerschaftlichen Engagements ab. Während früher Sportvereine das Antriebsrad des bürgerlichen Engagements in Deutschland darstellten, stehen diese wie auch viele andere Organisationen angesichts des stetigen Rückgangs der freiwilligen Mitarbeit vor neuen Herausforderungen, die Motivation aufrechtzuerhalten, neue Zielgruppen anzusprechen und interne Strukturen so zu gestalten, dass sie den aktuellen Erfordernissen gerecht werden.

## Engagementpolitik
Seit etwa 1990 entwickelte sich, unter anderem mit der Enquete-Kommission Zukunft des bürgerschaftlichen Engagements, auf verschiedenen Ebenen des föderalen Systems in Deutschland eine engagementpolitische Agenda, sodass auch von einer „Engagementpolitik“ als einem sich entwickelnden reformpolitischen Politikfeld die Rede ist. Dabei geht es, wie Thomas Olk und Ansgar Klein feststellten, „um einen Entwurf von Gesellschaft, in der die Bürgerinnen und Bürger über erweiterte Einfluss- und Handlungsmöglichkeiten im öffentlichen Raum verfügen, in der eine beteiligungsorientierte politische Kultur dominiert, in der das sozialstaatliche Institutionensystem ein breites Spektrum von Beteiligungs- und Mitwirkungschancen eröffnet und der Staat sich als ein ermunternder Engagement und Partizipation ermöglichender Akteur versteht“. Weitere Entwicklungen in diesem Zusammenhang waren u. a. die Gründung des Bundesfreiwilligendienstes, vor allem als Ersatz des ehemaligen Zivildienstes, sowie die Gründung der Deutschen Stiftung für Engagement und Ehrenamt.